# Rai Radio 1 Sport
Rai Radio 1 Sport è un'emittente radiofonica pubblica tematica sportiva italiana edita dalla Rai.
Il canale è nato il 14 giugno 2018, in occasione della partita inaugurale dei Mondiali di calcio 2018. Trasmette le radiocronache in diretta di eventi sportivi, come la Serie A, la Serie B, il Giro d'Italia, la Champions League, l'Europa League, la Formula 1, la MotoGP, il Tour de France, i campionati di pallavolo e di pallacanestro, il Golden Gala di atletica e i giochi olimpici e paralimpici di Tokyo 2020. Inoltre trasmette anche programmi dedicati al commento e all'approfondimento quotidiano. Trasmette anche il GR1. Il 12 marzo 2022, per la prima volta nella storia, la trasmissione Tutto il calcio minuto per minuto viene trasmessa soltanto sul canale digitale.

## Programmi
- L'edicola di Radio1Sport Archiviato il 19 settembre 2020 in Internet Archive.: dal lunedì al venerdì dalle 7:15 alle 9:00
- La tribuna di Radio1Sport Archiviato il 23 settembre 2020 in Internet Archive.: dal lunedì al venerdì dalle 9:00 alle 11:00
- Palla al centro: dal lunedì al venerdì dalle 11:00 alle 14:00
- Note di Sport Archiviato il 28 ottobre 2019 in Internet Archive.: dal lunedì al venerdì dalle 14:00 alle 15:00
- Il caffè di Radio1Sport: dal lunedì al venerdì dalle 15:00 alle 17:00
- Tempi Supplementari dal lunedì al venerdì dalle 17:00 alle 19:00

## Conduttori
- Guido Ardone
- Giorgio Matteoli
- Luca Cesaretti
- Sandro Fioravanti
- Marco Santucci
- Giorgio Germanò
- Barbara Condorelli
- Gabriele Brocani
- Mario Pezzolla
- Lorenzo Scoles

## Registi
- Danilo Gionta
- Leonardo Gragnoli
- Gabriele Brocani
- Ombretta Conti